# Pnigalio subconicus
Pnigalio subconicus är en stekelart som först beskrevs av Victor Ivanovitsch Motschulsky 1863.  Pnigalio subconicus ingår i släktet Pnigalio och familjen finglanssteklar. Inga underarter finns listade i Catalogue of Life.